# Обыкновенная масковая игуана
Обыкновенная масковая игуана (лат. Leiocephalus personatus) — вид ящериц из семейства Leiocephalidae.

## Описание
Отличаются половым диморфизмом — самцы значительно крупнее самок, имеют металлический окрас и покрыты яркими отметинами. Самки окрашены в коричневый цвет.

## Образ жизни
Это животное является эндемиком острова Гаити. Обитает в диапазоне высот от уровня моря до 625 м над уровнем моря. Обыкновенные масковые игуаны встречаются в лиственных и хвойных лесах, в прибрежном кустарнике, на обрабатываемых плантациях и в городских палисадниках. Питаются в основном членистоногими, но могут употреблять и некоторые виды растительной пищи.

## Классификация
На декабрь 2017 года выделяют 12 подвидов:
- Leiocephalus personatus actites Schwartz, 1967
- Leiocephalus personatus agraulus Schwartz, 1967
- Leiocephalus personatus budeni Schwartz, 1967
- Leiocephalus personatus elattoprosopon Gali, Schwartz & Suarez, 1988
- Leiocephalus personatus mentalis Cochran, 1932
- Leiocephalus personatus personatus Cope, 1863
- Leiocephalus personatus poikilometes Schwartz, 1969
- Leiocephalus personatus pyrrholaemus Schwartz, 1971
- Leiocephalus personatus scalaris Cochran, 1932
- Leiocephalus personatus socoensis Gali & Schwartz, 1982
- Leiocephalus personatus tarachodes Schwartz, 1967
- Leiocephalus personatus trujilloensis Mertens, 1949